# آكيو إيشيكاوا
آكيو إيشيكاوا (باليابانية: 石川陽生؛ بالكانا: いしかわ あきお) هو لاعب شوغي ‏ ياباني، ولد في 5 مارس 1963 في شينجوكو في اليابان.